# Aimaro di Cluny
Aimaro di Cluny chiamato anche Emardo (910 – 965) fu il terzo abate di Cluny, indicato come suo successore da sant'Oddone.

## Biografia
Di Aimaro restano scarsissime notizie. Di umili origini (le fonti lo definiscono "uomo semplice"), fu nominato coadiutore da sant'Oddone nel 941 e divenne abate l'anno successivo. Riuscì in breve tempo ad accrescere la ricchezza dell'abbazia grazie alle numerose donazioni che riuscì ad ottenere (ne raccolse 150, quando il suo predecessore, in 33 anni, ne aveva ricevute 84). Esse provenivano prevalentemente dalle province francesi del Mâconnais, dello Charolais e della Bresse. Stabilì buoni rapporti con ricche famiglie dei dintorni, inviò alcuni monaci a Sauxillanges, estese il controllo di Cluny ai monasteri di Romette, Saint-Saturnin-du-Port e Saint-Martin ad Autun. Nel complesso, sembra che sia stato un buon amministratore, sia dal punto di vista materiale sia da quello spirituale.
Divenuto cieco nel 948, dovette rinunciare alla gestione dell'abbazia e nominò un coadiutore nella persona di san Maiolo, che gli subentrò, su sua designazione, nel 954. Morì undici anni dopo.